# Black & Veatch
Black & Veatch é uma empresa multinacional que atua nos setores de construção, engenharia, consultoria, telecomunicação e gestão de recursos hídricos.